# سرکنسولگری ایران در کاپان
سرکنسولگری ایران در کاپان یک مکان دیپلماتیک و سیاسی در شهر کاپان مرکز استان سیونیک جمهوری ارمنستان می‌باشد که زیر نظر سفارت ایران در ایروان به فعالیت می‌پردازد.
این سرکنسولگری روز جمعه ۲۱ اکتبر ۲۰۲۲ (۲۹ مهر ۱۴۰۱) با حضور حسین امیرعبدالهیان و آرارات میرزویان وزرای خارجه ایران و ارمنستان به صورت رسمی افتتاح شد.
مرتضی عابدین ورامین به عنوان نخستین سرکنسول ایران در کاپان ابتدای مهرماه ۱۴۰۱ در حضور عباس بدخشان ظهوری سفیر ایران در ارمنستان، حکم انتصاب خود را به آرارات میرزویان وزیر امور خارجه جمهوری ارمنستان تقدیم کرد.